# Marmaronette marbrée
Marmaronetta angustirostris
Genre
Espèce
Statut de conservation UICN

 NT A2cd+3cd+4cd : Quasi menacé
La Marmaronette marbrée (Marmaronetta angustirostris), également appelée Sarcelle marbrée, est une espèce d'oiseaux de la famille des Anatidés.
C'est la seule espèce du genre Marmaronetta. Elle est aujourd'hui considérée comme vulnérable.

## Description

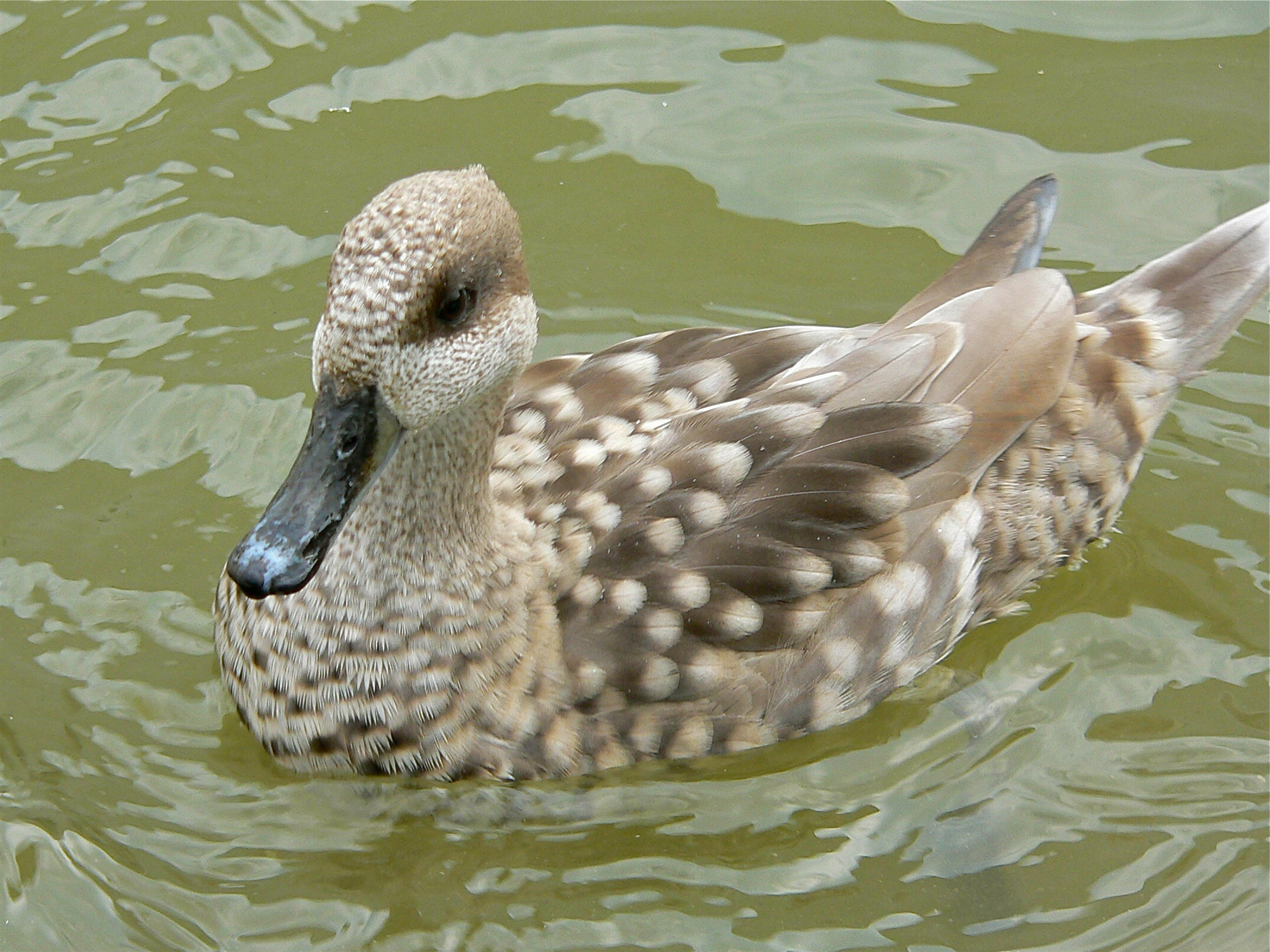
Sarcelle marbrée (parc Phœnix)

Elle mesure 39 à 48 cm de longueur pour une envergure de 63 à 67 cm et un poids de 450 à 590 g. Son plumage argenté et la couleur de sa tête la rendent très reconnaissable.

## Répartition
Son aire s'étend sur l'ouest du bassin méditerranéen et de l'Asie mineure au nord-ouest de la Chine ; elle hiverne au Sahel (de manière diffuse du Sénégal à l'ouest du Tchad) et les vallées du Nil et de l'Indus.

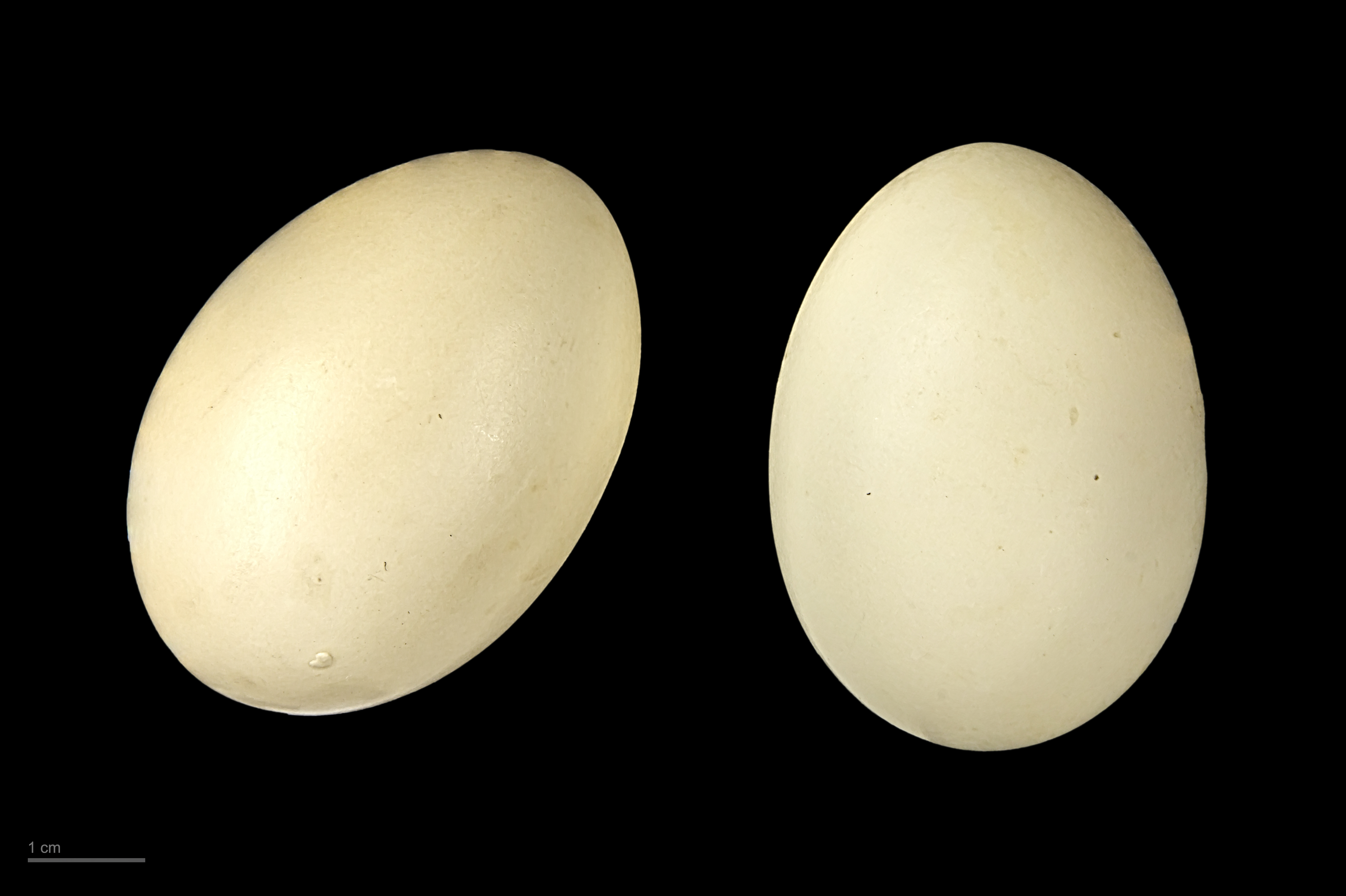
Marmaronetta angustirostris - MHNT

## La sarcelle marbrée et l'homme
Les sarcelles étaient autrefois considérées comme des mets délicats selon Pierre Belon.

### Menaces
Cette espèce est aujourd'hui considérée comme vulnérable par l'UICN. Elle subit plusieurs pressions dont :
- La dégradation et régression de ses habitats : comblement, pollution, eutrophisation, acidification et/ou drainage des zones humides
- La chasse : Outre une mortalité directe (oiseaux abattus), il existe une mortalité secondaire (oiseaux blessés ou malades car affaiblis, ou plus vulnérables aux collisions avec lignes à haute-tension et véhicules (roadkill) en raison de séquelles de blessures par plomb ou des effets du saturnisme (voir ci-dessous)
- Le saturnisme, maladie liée chez les oiseaux à l’ingestion de grenaille de plomb, connue chez d'autres espèces de sarcelles qui ingèrent des grenaille de plomb comme « grit »[3]. Selon une étude faite dans la zone humide espagnole de El Hondo, reconnue comme « domaine clé pour la sarcelle marbrée et l'érismature à tête blanche », cette espèce est fréquemment victime de saturnisme aviaire. Sur la base des analyses de métaux faites dans l'os et le foie d'oiseaux trouvés morts ou moribonds de 1996 à 2001 à Hel Hondo, il a été constaté que les femelles sont chez cette espèce aussi touchées par la contamination par le plomb et quelques autres métaux que les mâles, et que cette contamination augmente avec l'âge[4]. De la grenaille de plomb a été détecté chez 21 % des sarcelles marbrées (et plus encore [71 % !] chez les érismatures à tête blanche, les symptômes d'intoxication du foie étant également plus rares chez les sarcelles que chez les érismatures)[4]. Les auteurs ont conclu que le plomb est la première menace pour ces deux espèces ; ils invitent à faire des recherches complémentaires sur la contamination des plantes, invertébrés, de l'eau et des sédiments pour les autres métaux, ainsi que pour étudier leurs possibles effets sub-létaux[4]. La part du plomb de chasse dans le plomb intégré par les organes de cette espèce peut être déterminée par des analyses isotopiques[5] Chez cette espèce, le plomb s'accumule surtout dans les os, et peu dans le foie (moyenne géométrique pour l'os = 6.13 ppm, maximale = 112 ppm alors que pour le foie la moyenne géométrique est de 0,581 ppm, et le maximum  4,77 ppm)[5]. Le rapport 206 Pb / 207 Pb dans le foie et les os est le même que chez l'érismature à tête blanche et ne montre pas de différences significatives par rapport aux ratios mesurés dans la grenaille de plomb de chasse[5]. De même le rapport 206 Pb / 207 Pb dans les os de canetons de sarcelle marbrée ayant les plus fortes concentrations de plomb sont proches de ceux de la grenaille de plomb, qui soutient l'hypothèse que le plomb de chasse en est bien à l'origine[5].